# Penha da Águia
Penha da Águia is een plaats (freguesia) in de Portugese gemeente Figueira de Castelo Rodrigo en telt 169 inwoners (2001).